# São Paulo
São Paulo ['sãu̯ 'pau̯lu] (portugisiska för Helige Paulus) (valspråk: Non ducor duco, latin för ”Jag är inte ledd, jag leder”) är en stad i Brasilien och är huvudstad i delstaten São Paulo. Den är Brasiliens största stad med 11,9 miljoner invånare i kommunen, och hela storstadsområdet har cirka 21 miljoner invånare.

## Historia
São Paulo grundades av missionärerna José de Anchieta och Manoel da Nóbrega den 25 januari 1554. De upprättade också en missionstation kallad Colégio de São Paulo de Piratininga med målsättningen att omvända lokalbefolkningen till katolicismen.
São Paulo är ett av världens största storstadsområden och samtidigt världens nittonde rikaste stad. São Paulo och hela Brasilien är en blandning av alla världens nationaliteter.
Under 1800- och 1900-talen lockades folk från världens alla hörn att bosätta sig i São Paulo. São Paulo är världens största japanska stad utanför Japan. Japanerna kom till São Paulo i mitten av 1800-talet på grund av fattigdom och arbetslösheten i det feodala Japan. Japanska arbetare fick delvis ersätta de svarta slavarna eftersom de betraktades som billigare, bättre och mer professionell arbetskraft. Japanerna blev lurade på pengar och behandlades orättvist.
Detsamma hände med italienare och andra nationaliteter som lockades till São Paulo för att pröva lyckan i det nya landet.
São Paulo är en höggradigt europeisk stad, och majoriteten av invånarna har europeiskt ursprung. Men också svarta, asiater och personer med blandat ursprung betraktas som brasilianare och sorteras inte efter sitt etniska ursprung.

## Kommunikationer

### Flyg

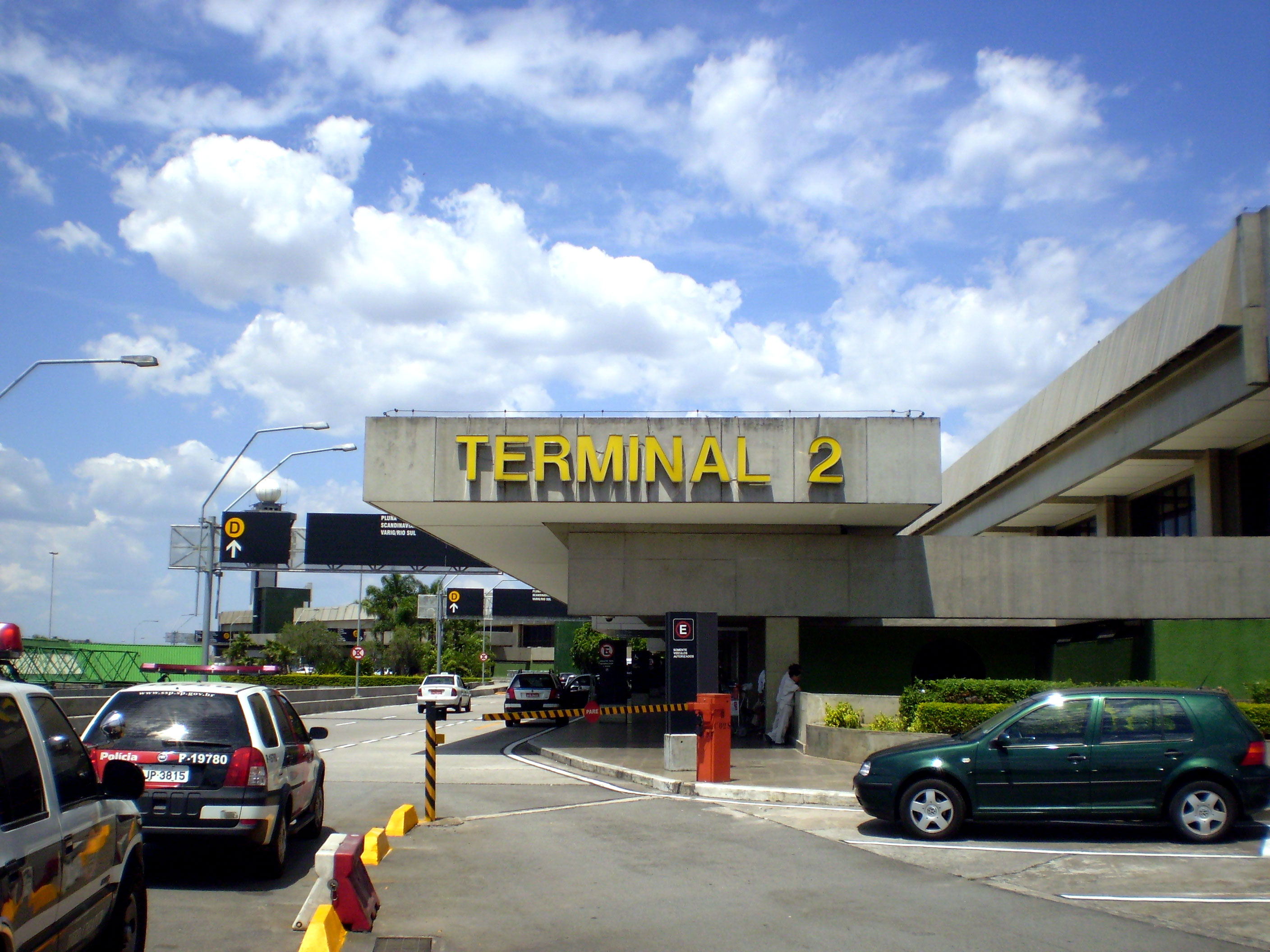
Terminal 2 São Paulo-Guarulhos Internationella flygplats.

São Paulo utgör navet i Brasiliens nätverk av flyglinjer. Dock lider flyget i São Paulo av underkapacitet, och stadens båda flygplatser, Guarulhos (internationell) och Congonhas (inrikes) utnyttjas mer än vad de är byggda för att klara av. Exempelvis avgår flyg från São Paulo till Rio de Janeiro var femtonde minut. Även mellan São Paulo och Belo Horizonte avgår flyg var femtonde minut.

### Järnväg
Planer finns på att bygga en ny järnväg för snabbtåg från São Paulo till Rio de Janeiro. För ett snabbtåg med toppfart på 280 km/h skulle denna resa ta 1 timme och 30 minuter. Järnvägen beräknas stå klar någon gång på 2020-talet. Planer finns även på en ny järnväg till Campinas.
São Paulos tunnelbana har idag sex linjer och en sjunde är planerad.
São Paulos storstadsområde har sju pendeltågslinjer.

### Vägnät
Staten São Paulo har även Brasiliens största nät av motorvägar och är i stort sett finansierat av vägavgifter.
Det vanliga vägnätet är också stort men till skillnad från motorvägarna är här kvaliteten bristande, inte bara vad gäller själva vägarna, utan planeringen har också brister då det inte är ovanligt att stora trafikflöden som kommer från vägar med upp till fyra körfält i vardera riktningen leds in i täta bostadskvarter. Enkelriktning av trafikflödet på vägarna är väldigt vanligt.
Trafiken är väldigt nära en infarkt; vid mindre regn eller små olyckor kan trafiken i hela stadsdelar stanna upp.

## Underprefekturer

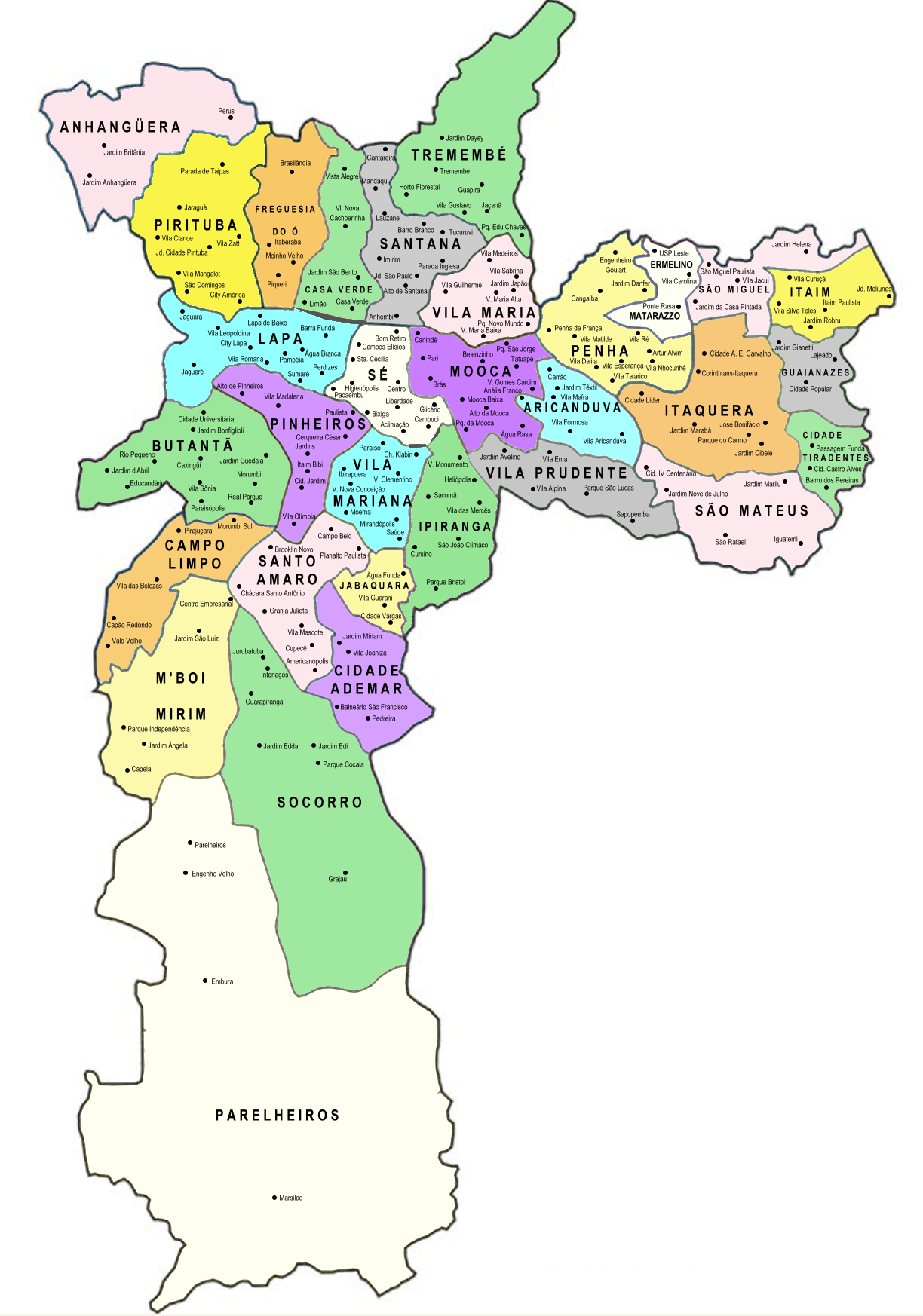
Karta över São Paulos underprefekturer.

São Paulo är indelat i 31 underprefekturer (subprefeituras):
| - Aricanduva - Butantã - Campo Limpo - Capela do Socorro - Casa Verde - Cidade Ademar - Cidade Tiradentes - Ermelino Matarazzo - Freguesia do Ó - Guaianazes - Ipiranga - Itaim Paulista - Itaquera - Jabaquara - Jaçanã - Lapa | - M'Boi Mirim - Mooca - Parelheiros - Penha - Perus - Pinheiros - Pirituba - Santana - Santo Amaro - São Mateus - São Miguel - Sé - Vila Maria - Vila Mariana - Vila Prudente |

Dessa var år 2010 indelade i 96 distrikt.

## Storstadsområde

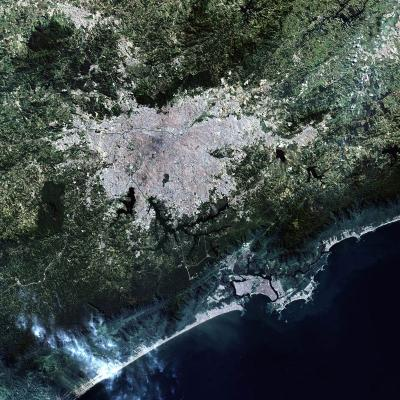
En färgsatt satellitbild av São Paulo med omgivning, tagen av Landsat 2.

São Paulos storstadsområde, Região Metropolitana São Paulo, bildades officiellt den 8 juni 1973 genom en sammanslagning av 38 kommuner. En kommun, Vargem Grande Paulista, tillkom den 21 november 1983 (denna kommun var fram till 1981 en del av kommunen Cotia). Den totala folkmängden var cirka 21 miljoner invånare 2014, vilket gör den till ett av de folkrikaste storstadsområdena i världen.
Inom officiell brasiliansk statistik finns det även en annan definition av storstadsområden som kallas Área de Concentração de População (ungefär befolkningskoncentrationsområde). Enligt denna definition hade São Paulo-området 26 627 216 invånare år 2007, på en yta av 22 089,46 km². Området delas in i de sex delområdena Campinas, Jundiaí, Santos, São José dos Campos, São Paulo och Sorocaba.

### Kommuner i det officiella storstadsområdet

Delstaten São Paulo, med storstadsområdet markerat.

- Arujá, Barueri, Biritiba-Mirim, Caieiras, Cajamar, Carapicuíba, Cotia, Diadema, Embu das Artes, Embu-Guaçu, Ferraz de Vasconcelos, Francisco Morato, Franco da Rocha, Guararema, Guarulhos, Itapecerica da Serra, Itapevi, Itaquaquecetuba, Jandira, Juquitiba, Mairiporã, Mauá, Mogi das Cruzes, Osasco, Pirapora do Bom Jesus, Poá, Ribeirão Pires, Rio Grande da Serra, Salesópolis, Santa Isabel, Santana de Parnaíba, Santo André, São Bernardo do Campo, São Caetano do Sul, São Lourenço da Serra, São Paulo, Suzano, Taboão da Serra, Vargem Grande Paulista

## Arkitektur
Mirante do Vale är Brasiliens näst högsta skyskrapa.

## Museer och andra attraktioner
- Museu de Arte de São Paulo, ofta förkortat MASP.

## Utbildning
São Paulo har många av Brasiliens bästa universitet, bl.a. Fundacao Getulio Vargas (FGV) "Brasiliens Handelshögskola" och USP (delstatsuniversitetet).

## Sport och rekreation

### Formel 1
Brasiliens Grand Prix hålls i São Paulo på årlig basis. Ayrton Senna ligger begravd i São Paulo.

### Fotboll
Många bra fotbollsspelare har kommit från São Paulo. Den populäraste sporten i São Paulo är fotboll, och vilket fotbollslag man håller på är en livsfråga (se filmen Romeo och Julia i den brasilianska versionen). São Paulo FC är ett av Brasiliens bästa lag. São Paulo FC vann Copa Libertadores 1992, 93 och 2005, som är Sydamerikas motsvarighet till Champions League.Vid vart och ett av de tillfällena lyckades man besegra sin europeiska motsvarighet och göra anspråk på världsmästartiteln (de två första gångerna inofficiellt). Corinthians blev världsmästare år 2000 och 2012. Palmeiras vann Copa Libertadores 1999 men lyckades inte besegra Manchester United i världsfinalen.
En av fotbollsvärldens största profiler "Kaká" är uppvuxen i São Paulo. Han spelar fotboll i det brasilianska landslaget och i Orlando, USA. Han har varit med om att vinna fotbolls-VM, Champions League och italienska Serie A. Han räknades förr som en av världens bästa spelare.

### Internationella sporthändelser
Följande internationella sporthändelser har hållits i São Paulo:
- 1950 — Fotbolls-VM
- 1963 — Panamerikanska spelen
- 1971 — Världsmästerskapet i basket för kvinnor
- 1977 — Världsmästerskapet i volleyboll för kvinnor U20
- 1983 — Världsmästerskapet i basket för kvinnor
- 1993 — Världsmästerskapet i volleyboll för män
- 1994 — Världsmästerskapet i volleyboll för kvinnor
- 2000 — Världsmästerskapet i fotboll för klubblag
- 2005 — Världsmästerskapet i artistisk gymnastik
- 2006 — Internationella polis- och brandmannaspelen
- 2006 — Världsmästerskapet i basket för kvinnor
- 2006 — 13:e Världsmästerskapet i artistisk gymnastik (finalen)
- 2007 — 3:e internationella världsmästerskapen för blinda
- 2014 — Fotbolls-VM
- 2016 — Olympiska sommarspelen 2016 (fotboll)

## Demografi
São Paulo är den stad i Brasilien med störst etnisk mångfald. Mot slutet av den afrikanska slavhandeln i landet (1850) började staden byta ut det afrikanska arbetarna på kaffeplanteringarna mot invandrad befolkning. Pionjären var senatorn Nicolau Vergueiro som rekryterade bland annat tyskar och portugiser att arbeta på hans ägor.
Efter att slavhandel förbjöds (1888) mottog São Paulo ett stort antal invandrare varav de flesta kom från Italien. År 1897 bestod över hälften av São Paulos befolkning av italienare. Även portugiser, spanjorer, tyskar, japaner, judiska och kristna anlände i stora antal. Mellan 1908 och 1950 kom många av de japanska invandrarna och på 1960-talet kom kineser och koreaner. I mitten av 1900-talet kom det många fattiga från norra Brasilien till São Paulo och idag växer antalet bolivianer i staden.
Som i resten av Brasilien är folk med olika etnicitet vanligt och har på så sätt skapat ett multi-etniskt samhälle. Idag kallar människor av 100 olika etniciteter São Paulo för sitt hem.
Alla siffror inkluderar ättlingar om inget annat står
- 6 miljoner italienare[6]
- 3 miljoner portugiser[7]
- 3 miljoner afrikaner (bara afrikaner)
- 1 miljon araber[8]
- 400 000 tyskar[8]
- 326 000 japaner[9]
- 120 000 kineser[8]
- 60 000 judar[10]
- 60 000 bolivianer (bara invandrare)[11]
- 50 000 greker[8]
- 50 000 koreaner[12]

### Etnicitet
| Etnisk grupp                | Antal     |
| --------------------------- | --------- |
| Vita brasilianer            | 7 000     |
| Pardo (bruna)               | 2 600 000 |
| Afro-brasilianer (svarta)   | 527 000   |
| Asiat-brasilianer (asiater) | 456 000   |
| Amerindian (urinvånare)     | 18 000    |

## Kända Paulistas
- Julio Baptista
- Cibelle
- Kaká
- Ayrton Senna
- Os Gemeos